# Evangelische Superintendentur A. B. Kärnten und Osttirol
Die Evangelische Superintendentur A. B. Kärnten und Osttirol ist eine Diözese der Evangelischen Kirche A. B. in Österreich.

## Organisation

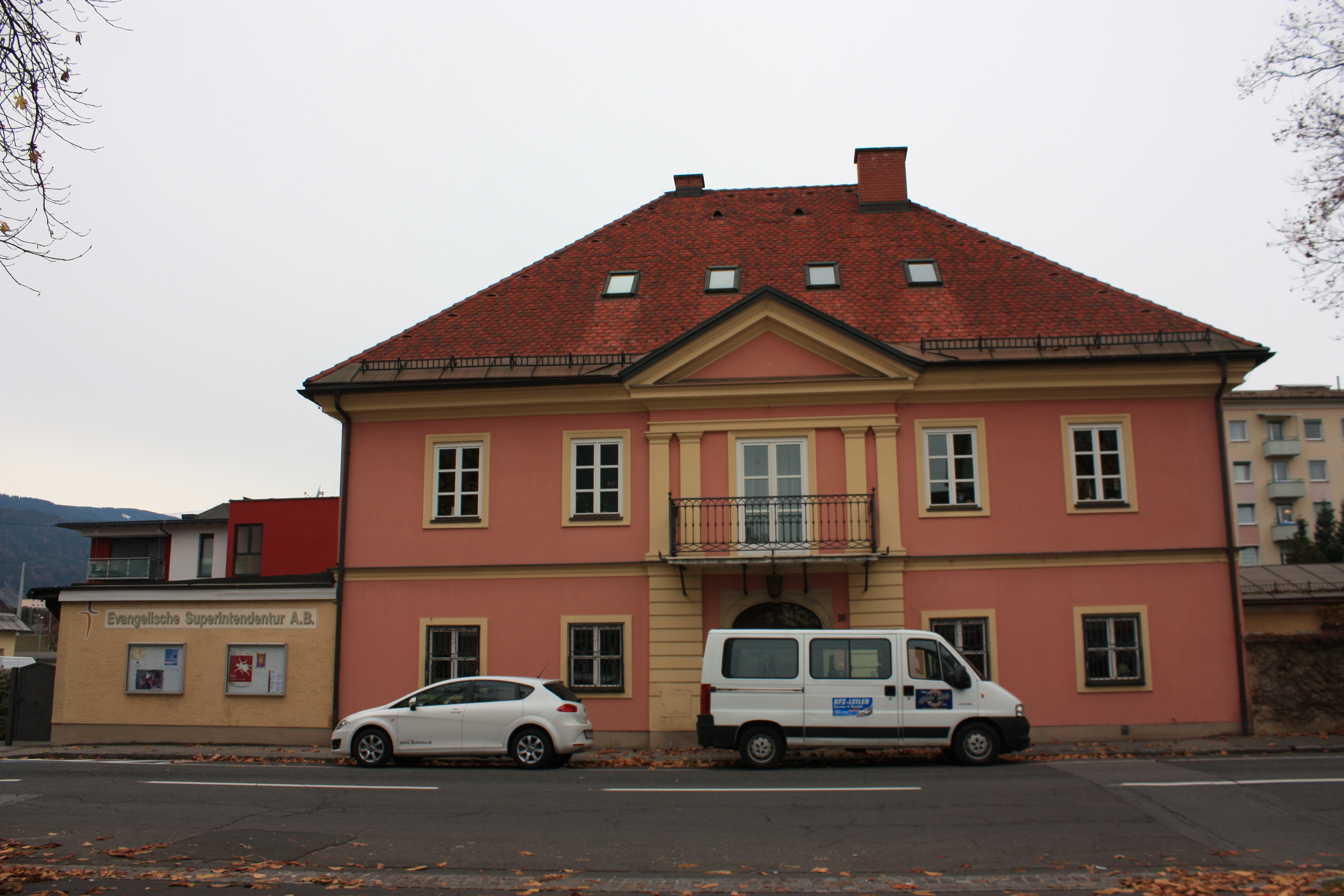
Sitz der Superintendentur in Villach

Der Sitz der Diözese ist in Villach. Sie umfasst 32 Pfarrgemeinden in Kärnten und eine in Osttirol mit zusammen knapp 43.000 Mitgliedern. Die Leitung der Superintendentur obliegt dem Superintendentialausschuss unter Vorsitz des Superintendenten. Das Evangelische Diözesanmuseum befindet sich in Fresach. Als Hauptkirche dient die Ev. Kirche im Stadtpark in der Villacher Innenstadt.

## Geschichte
Nach der Zeit des Geheimprotestantismus in Kärnten führte das Toleranzpatent von 1781 zur Gründung von Toleranzgemeinden, die die ältesten Pfarrgemeinden im Gebiet der heutigen Superintendentur darstellen. Diese entstand 1945 durch Herauslösung aus der Evangelischen Superintendentur A. B. Wien. Pläne dazu bestanden seit 1942.
Fritz Zerbst wurde 1947, nach der Anerkennung der Gründung der Diözese durch das staatliche Kultusamt, zum ersten Superintendenten von Kärnten und Osttirol. Zerbst war später Professor für praktische Theologie an der Universität Wien. Sein Nachfolger als Superintendent wurde 1956 Gerhard Glawischnig, auch als Kärntner Mundartdichter tätig war. Der spätere lutherische Bischof Herwig Sturm war von 1988 bis 1996 Superintendent von Kärnten und Osttirol. Manfred Sauer ist der sechste Superintendent von Kärnten und Osttirol. Er hat dieses Amt seit 2002 inne.

## Gemeinden
| Pfarrgemeinde                   | Gründungsjahr                       | Kirchen, Predigtstationen und -stellen | Bild                                            |
| ------------------------------- | ----------------------------------- | --- | ----------------------------------------------- |
| Agoritschach-Arnoldstein        | 1969 (1798 als Tochtergemeinde)     | Auferstehungskirche in Arnoldstein, Evangelische Kirche in Agoritschach                                                                           | Auferstehungskirche in Arnoldstein              |
| Althofen (A.u.H.B.)             | 1957 (16. Jh., 1901 Predigtstation) | Christuskirche in Althofen, Martin-Luther-Kirche in Friesach, Waldkapelle in Weitensfeld, Predigtstelle Hüttenberg (Kultursaal der Marktgemeinde) | Christuskirche in Althofen                      |
| Arriach                         | 1782                                | Vier-Evangelisten-Kirche in Arriach | Vier-Evangelisten-Kirche in Arriach             |
| Bad Bleiberg                    | 1783                                | Evangelische Kirche in Bleiberg-Kreuth | Evangelische Kirche in Bleiberg-Nötsch          |
| Dornbach                        | 1790                                | Evangelische Kirche in Dornbach-Fischertratten, Dreieinigkeitskirche in Gmünd in Kärnten                                                          | Evangelische Kirche in Fischertratten           |
| Eisentratten                    | 1784                                | Evangelische Kirche in Eisentratten | Evangelische Kirche in Eisentratten             |
| Feffernitz                      | 1784                                | Evangelische Kirche in Feffernitz | Evangelische Kirche in Feffernitz               |
| Feld am See                     | 1783                                | Evangelische Kirche in Feld am See, Toleranzjubiläumskirche in Afritz am See                                                                      | Evangelische Kirche in Feld am See              |
| Ferndorf                        | 1959 (1950 als Tochtergemeinde)     | Auferstehungskirche in Ferndorf |                                                 |
| Fresach                         | 1782                                | Evangelische Kirche Fresach in Fresach, Toleranzbethaus in Fresach (heute Diözesanmuseum), Evangelische Kirche in Weißenstein-Puch                | Evangelische Kirche in Fresach                  |
| Gnesau                          | 1783                                | Evangelische Kirche in Gnesau, Evangelische Kirche in Albeck-Sirnitz                                                                              | Evangelische Kirche in Gnesau                   |
| Hermagor                        | 1782                                | Schneerosenkirche in Hermagor, Toleranzbethaus in Watschig                                                                                        | Schneerosenkirche                               |
| Klagenfurt (Johanneskirche)     | 1864                                | Johanneskirche in Klagenfurt, Bethaus in Ferlach                                                                                                  | Johanneskirche in Klagenfurt                    |
| Klagenfurt-Ost (Christuskirche) | 1967                                | Christuskirche in Klagenfurt | Christuskirche in Klagenfurt                    |
| Lienz (Osttirol)                | 1957 (1954 als Tochtergemeinde)     | Martin-Luther-Kirche in Lienz | Martin-Luther-Kirche in Lienz                   |
| Pörtschach                      | 1954 (1952 als Tochtergemeinde)     | Heilandskirche in Pörtschach, Evangelisches Gemeindehaus Moosburg in Moosburg, Martin-Luther-Kirche in Krumpendorf                                | Heilandskirche in Pörtschach                    |
| Radenthein                      | 1954                                | Johanneskirche in Radenthein | Johanneskirche in Radenthein                    |
| St. Ruprecht bei Villach        | 1782                                | Evangelische Kirche in St. Ruprecht bei Villach, Toleranzbethaus Einöde                                                                           | Evangelische Kirche in St. Ruprecht bei Villach |
| St. Veit an der Glan            | 1920                                | Christuskirche in Sankt Veit an der Glan, Evangelische Kirche in Frauenstein-Eggen                                                                | Christuskirche in St. Ruprecht bei St Veit      |
| Spittal                         | 1921                                | Martin-Luther-Kirche in Spittal an der Drau, Kirche zum Guten Hirten in Obervellach                                                               | Martin-Luther-Kirche in Spittal an der Drau     |
| Trebesing                       | 1782                                | Evangelische Kirche in Trebesing, Georgskirche in Altersberg                                                                                      | Evangelische Kirche in Trebesing                |
| Treßdorf                        | 1783                                | Evangelische Kirche in Kirchbach-Treßdorf, Evangelische Kirche Jenig in Rattendorf, Friedenskirche in Kötschach-Mauthen                           | Friedenskirche in Kötschach-Mauthen             |
| Tschöran                        | 1958 (1783 als Tochtergemeinde)     | Evangelische Kirche Tschöran |                                                 |
| Unterhaus                       | 1783                                | Evangelische Kirche in Seeboden-Unterhaus | Evangelische Kirche in Unterhaus                |
| Velden                          | 1994                                | Christuskirche in Velden | Christuskirche in Velden                        |
| Villach (Stadtpark)             | 1902                                | Kirche im Stadtpark in Villach | Kirche im Stadtpark in Villach                  |
| Villach-Nord                    | 1989                                | Auferstehungskirche in Villach | Auferstehungskirche in Villach-Lind             |
| Völkermarkt                     | 1954                                | Christuskirche in Völkermarkt, Erasmuskapelle in Bleiburg                                                                                         | Christuskirche in Völkermarkt                   |
| Waiern                          | 1851                                | Trinitatiskirche in Waiern | Trinitatiskirche in Waiern                      |
| Weißbriach                      | 1782                                | Evangelische Kirche in Weißbriach, Evangelische Kirche in Weißensee-Techendorf                                                                    | Kirche in Weißbriach                            |
| Wiedweg                         | 1951                                | Evangelische Kirche in Patergassen-Wiedweg, Evangelische Kirche in Bad Kleinkirchheim                                                             | Evangelische Kirche in Bad Kleinkirchheim       |
| Wolfsberg                       | 1934                                | Evangelische Kirche in Wolfsberg | Evangelische Kirche in Wolfsberg                |
| Zlan                            | 1782                                | Evangelische Kirche in Zlan | Zlaner Kirche                                   |